# Armen Borisovič Džigarchanjan
Armen Borisovič Džigarchanjan (in russo Армен Борисович Джигарханян?; Erevan, 3 ottobre 1935 – Mosca, 14 novembre 2020) è stato un attore russo, fino al 1991 sovietico, di origine armena.

## Filmografia parziale

### Cinema
- Šestoe ijulja, regia di Julij Karasik (1968)
- Il gabbiano (Čajka), regia di Julij Karasik (1972)
- Nido di spie (Tegeran-43), regia di Aleksandr Aleksandrovič Alov e Vladimir Naumovič Naumov (1981)
- L'assassino dello zar (Careubijca), regia di Karen Šachnazarov (1991)